# سكوت فراي
سكوت فراي (بالإنجليزية: Scott Fry)‏ هو ضابط أمريكي، ولد في 1950م في بيلفونتي في الولايات المتحدة.